# Nyon (Burkina Faso)
Pour les articles homonymes, voir Nyon.
Pour l’article ayant un titre homophone, voir Nion.
Nyon est une commune rurale située dans le département de Toma de la province du Nayala dans la région de la Boucle du Mouhoun au Burkina Faso.